# ロバート・ベリー
ロバート・ベリー（Robert Berry）は、アメリカ合衆国のロック・ミュージシャン、シンガーソングライター、マルチ奏者、音楽プロデューサー。

## 略歴
以前からエイジアへの参加の噂があった。
1987年、元エイジアのスティ―ヴ・ハウがスティーヴ・ハケットと結成したGTRに、脱退したハケットの後任として加入したが、その新編成はリハーサルとデモ・テープ作成のみ作品を出さずに終わった。この時の一部の曲は後に彼のソロ・アルバムに収録されている。

同年、キース・エマーソン、カール・パーマーと「3 (スリー)」を結成した。
後に、多数のプログレッシブ・ロック関係のトリビュート・アルバムに参加している。

## ディスコグラフィ

### ソロ・アルバム
- Back to Back (1985年)
- 『巡礼の旅』 - Pilgrimage to a Point (1992年)
- In These Eyes (1994年)
- Takin' it Back (1995年)
- A Soundtrack for the Wheel of Time (1999年)
- 『ザ・ディヴァイディング・ライン』 - The Dividing Line (2008年)

### ハッシュ
- 『ハッシュ』 - Hush (1978年)
- 79 (1979年)
- Hot Tonight (1982年)

### 3
- 『スリー・トゥ・ザ・パワー』 - To the Power of Three (1988年)
- 『ライヴ・イン・ボストン』 - Live Boston '88 (2015年)
- Live - Rockin' The Ritz (2017年)

### December People
- Sounds like Christmas (2000年)
- Rattle and Humbug (2001年)
- DP3 (2005年)
- Classic Rock Christmas (2009年)
- St. Nicks Picks (2017年)

### アライアンス
- 『ボンド・オヴ・ユニオン』 - Bond Of Union (1996年)
- Alliance (1997年)
- Missing Piece (1999年)
- Destination Known (2007年)
- Road to Heaven (2008年)
- 『ファイアー・アンド・グレイス』 - Fire And Grace (2019年)

### グレッグ・キーン・バンド
- Rekihndled (2017年)

### オール・フォー・ワン
- 『ワールズ・ベスト・ホープ』 - The World's Best Hope (2017年)

### 3.2（スリー・ポイント・トゥー）
- 『ザ・ルールズ・ハヴ・チェンジド』 - The Rules Have Changed (2018年)
- 『サード・インプレッション』 - Third Impression (2021年)

### シックス・バイ・シックス
- Six by Six (2022)
- Beyond Shadowland (2024)